# Britta Ferchland
Britta Ferchland (* 4. April 1967 in Magdeburg) ist eine ehemalige deutsche Politikerin (PDS). Von 1998 bis 2006 war sie Mitglied des Landtages von Sachsen-Anhalt.

## Leben
Britta Ferchland absolvierte eine Ausbildung als Krankenschwester in Magdeburg.
Ferchland war von 1990 bis 1992 Mitglied im Bundesvorstand der PDS und von 1993 bis 1998 stellvertretende Landesvorsitzende in Sachsen-Anhalt. Von 1998 bis 2006 gehörte sie dem Landtag von Sachsen-Anhalt an und war dort Vorsitzende des Ausschusses für Gleichstellung, Familie, Kinder, Jugend und Sport.